# Écoles de l'an III
Les Écoles de l'an III sont les institutions d'enseignement supérieur fondées par la Convention nationale dans les années 1794-1795. Ces écoles sont au nombre de quatre : l'École polytechnique, le Conservatoire national des arts et métiers, l'École normale supérieure, l'Institut national des langues et civilisations orientales.